# Рябчук Василь Петрович
Рябчук Василь Петрович (*1 листопада 1939, с. Почапинці, Україна - 25 листопада 2017) — український лісівник, доктор сільськогосподарських наук, професор, завідувач кафедри ботаніки, деревинознавства і недеревних ресурсів лісу Національного лісотехнічного університету України. Академік Лісівничої академії наук України (ЛАНУ).

## Біографія
Рябчук Василь Петрович народився 1 листопада 1939 року в селі Почапинці Літинського району (тепер Жмеринський район) Вінницької області України. Трудову діяльність розпочав у 1959 році на посаді майстра лісових культур Ашгабадської дистанції захисних лісонасаджень. Протягом 1959–1962 років проходив службу у лавах Радянської армії. Вищу освіту здобув у 1967 році в Львівському лісотехнічному інституті (тепер — Національний лісотехнічний університет України, Львів). Спеціальність за дипломом про вищу освіту — «лісове господарство», кваліфікація — «Інженер лісового господарства».
З 1968 року почав працювати у Львівському лісотехнічному інституті, спочатку на посаді старшого лаборанта, потім — завідувача лабораторії кафедри дендрології та деревинознавства (1968–1973), старшого викладача (1973–1977), доцента (1977–1986). Дисертаційна робота захищена у Ленінградській лісотехнічній академії в 1985 році. Доктор сільськогосподарських наук з 1986 року за спеціальністю 06.03.03 — лісознавство і лісівництво. З 1986 року працює завідувачем кафедри ботаніки, деревинознавства і недеревних ресурсів ліс Національного лісотехнічного університету України. Вчене звання професора присвоєно у 1988 році по кафедрі дендрології і деревинознавства Львівського лісотехнічного інституту.
Підготовку фахівців здійснює за напрямками «лісове господарство» та «менеджмент лісового господарства». Викладає різні навчальні дисципліни: «підсочка лісу», «недеревна продукція лісу», «деревинознавство», «системи технологій», «основи наукових досліджень». Науково-педагогічний стаж становить 38 років.
Професор Рябчук В. П. здійснює керівництво аспірантурою і докторантурою з 1989 року. Під його керівництвом захищено 12 кандидатських дисертацій. Є членом спеціалізованої вченої ради при НЛТУ України (Львів) за спеціальністю 06.03.03 — лісознавство та лісівництво.

## Наукові праці
Основні наукові дослідження професор Рябчук В. П. проводить у галузі деревинознавства — вивчення властивостей та будови деревини основних промислових порід; у галузі недеревної продукції лісу — підсочка хвойних і листяних дерев, біоекологічні властивості рідкісних та зникаючих рослин, плодові рослини, лісове бджільництво, а також теології та етнографії. Про науково-педагогічну та письменницьку діяльність професора Рябчука В. П. опубліковано низку статей у вітчизняних виданнях. За роки своєї діяльності Рябчук видав більше 300 наукових, науково-популярних та навчально-методичних праць:
- (рос.) Рябчук В. П., Осипенко Ю. Ф. Подсочка деревьев лиственных пород: Учебное пособие. — Львов: Вища школа, 1981. — 184 с.
- (рос.) Орлов И. И., Рябчук В. П. Березовый сок. — М.: Лесная промышленность, 1982. — 56 с.
- (рос.) Рябчук В. П. Соки лиственных деревьев: получение и использование. — Львов: Вища школа, 1988. — 152 с.
- Рябчук В. П. Дари лісу. — Львів: Світ, 1991. — 156 с.
- (пол.) Muszynski Z., Rjabczuk W., Szudria I. Wybrane zacadnienia z uboczneco uzytkowania lasu. — Krakow — Lwow, 1991. — 151 с.
- Рябчук В. П. Лісове товарознавство: Навчальний посібник. — К.: НМК ВО, 1991. — 236 с.
- Рябчук В. П. Календар природи. — Львів: Світ, 1995. — 112 с.
- Рябчук В. П. Недеревна продукція лісу: Підручник. — Львів: Світ, 1996. — 312 с.
- Рябчук В. П., Осадчук Л. С., Юськевич Т. В. Практикум з підсочки лісу та лісохімії. — Львів: УкрДЛТУ, 2003. — 110 с.
- Рябчук В. П. Ліс зеленіє — серце веселіє: Прислів'я та приказки. — Львів: Камула, 2004. — 220 с.
- Рябчук В. П., Гриник О. М. Недеревна продукція лісу: словник-довідник понять і термінів. — Львів: РВВ НЛТУ України, 2010. — 84 с.
- Рябчук В. П., Божок О. П., Божок В. О. Біологічне деревинознавство. Терміни та визначення. — Львів: РВВ НЛТУ України, 2012. — 78 с.
- Рябчук В. П. Підсочка лісу та лісохімія / В. П. Рябчук, В. М. Гриб, Л. С. Осадчук Т. В. Юськевич. — Київ: Інкос, 2012. — 204 с.

## Літературна діяльність
Дійсний член Національної Спілки письменників України з 2009 року. Художня і науково-популярна література Рябчука Василя Петровича:
- Рябчук В. П. Біблійна ботаніка. — Львів: ВМС, 2002. — 127 с.
- Рябчук В. П. Ліс зеленіє-серце веселіє: Прислів'я та приказки. — Львів: Камула, 2004. — 220 с.
- Рябчук В. П. Зоряна вода. — Львів: Камула, 2006. — 58 с.
- Рябчук В. П. Осіння пісня горобини… — Львів: Сполом, 2009. — 152 с.
- Рябчук В. П. Числа Біблії. — Львів: Сполом, 2010. — 88 с.
- Рябчук В. П. Хліб наш… — Львів: Сполом, 2011. — 200 с.

## Нагороди
За високі досягнення на науково-педагогічній ниві нагороджений:
- 1995 — почесна відзнака Міністерства освіти і науки України «Відмінник освіти України»;
- 2009 — почесна відзнака Міністерства освіти і науки України «За наукові досягнення»;
- 2008 — «Відмінник лісового господарства України».